# 山西省公安厅
37°46′30″N 112°34′47″E / 37.77508°N 112.57972°E
山西省公安厅是山西省人民政府组成部门，负责领导、管理山西省的公安保卫工作，接受山西省人民政府和中华人民共和国公安部的双重领导。现任厅长为张韶华。

## 历任领导
- 程谷梁（首任）
- 冯国安
- 郭庆年
- 刘九祥
- 李玉璋
- 杨安和
- 杜玉林
- 杨司
- 刘杰
- 杨景海
- 刘新云
- 孙洪山
- 李成林
- 张韶华